# أغدزك
مدينة أغدزك (بالإنجليزية: Aghdzk) هي إحدى المدن التابعة لمقاطعة آراغاتسوتن في أرمينيا. يقدر عدد سكانها بـ 1967 نسمة حسب الإحصاء الذي جرى عام 2011.